# Défauthèque
Une défauthèque est un néologisme signifiant bibliothèque de défauts, qui permet de définir ce qui est accepté et ce qui n'est pas accepté. On l'utilise dans les contrôles lorsque des valeurs chiffrées ne peuvent pas être employées, par exemple un catalogue de photos pour trier visuellement une répartition de couleur. Parfois appelée panoplie (de défauts), principalement dans le domaine de la cosmétique.
Ce document est mis à disposition des contrôleurs ou des opérateurs.

## Type de défauthèques
Les critères d'acceptabilité des défauts peuvent être présentés sous forme de deux colonnes : acceptable et non acceptable, mais il peut aussi s'agir de deux bacs contenant respectivement des produits rebutés et acceptés ou encore de séries de défaut avec des plages de tolérance.
Exemple de la défauthèque de l'entreprise Lejaby, confectionneur de lingerie féminine haut de gamme :
« La défauthèque est un document papier contenant une centaine de défauts. À chaque défaut correspond une description précise, un croquis et une photo représentatifs du défaut et une photo d'une pièce correcte. Les défauts sont classés en plusieurs catégories : matière, moulage, coutures, points, bordage, montage, fournitures, finition, conditionnement, divers. La description du défaut correspond au résultat visible et non aux causes du défaut. »